# Pernettyopsis
Pernettyopsis  (лат.) — род растений семейства Вересковые.

## Ареал
Растения встречаются в Малайзии.

## Виды
Род включает в себя следующие виды:
- Pernettyopsis breviflora Ridl.
- Pernettyopsis malayana King & Gamble
- Pernettyopsis megabracteata Argent
- Pernettyopsis subglabra King & Gamble